# Zelená úsporám
Zelená úsporám je rozsáhlý program Ministerstva životního prostředí ČR spravovaný Státním fondem životního prostředí, který poskytuje dotace pro energetické úspory. Je financován z prostředků získaných z prodeje emisních povolenek na vypouštění skleníkových plynů dle Kjótského protokolu. Povolenky byly prodány převážně do Japonska.
Program poskytuje nevratné dotace na zavedení vytápění na bázi obnovitelných zdrojů energie a na opatření k energetickým úsporám rekonstrukci nebo stavbě rodinných nebo bytových domů. Dotace jsou konkrétně poskytovány na zateplení domů, výměnu oken, pořízení rekuperace tepla, výměnu neekologického zdroje vytápění či teplé vody za ekologický (kotle na biomasu, solární kolektory, tepelná čerpadla) a pořízení nového pasivního domu. O dotaci lze žádat před realizací, v průběhu realizace nebo po dokončení realizace. Žádat o dotaci lze až 2 roky zpětně od data fakturace stavebních prací.

## Zelená úsporám do 2012
Dotace mohly být čerpány od 22. dubna 2009 až do 31. prosince 2012. O dotaci bylo možné žádat před realizací opatření i po ní, podporu však nemohly získat projekty dokončené před vyhlášením programu. Podporu nemohly získat ani opatření realizovaná na objektech rekreačních a průmyslových. 
Přijímání žádostí o podporu bylo zastaveno 29. října 2010. Do té doby program obdržel přes 75 tisíc žádostí (pokrývajících přes 200 tisíc domácností). V prosinci 2010 bylo přes 39 tisíc žádostí za 10,1 miliardy schváleno, 10,5 tisícům žádostí pak již bylo vyplaceno 1,3 miliardy Kč. Díky prodeji emisních povolenek měl k dispozici 18 miliard korun, což je podle odhadů fondu o 3 – 5 miliard méně, než je požadováno.

## Nová zelená úsporám
V srpnu 2013 byl program Zelená úsporám obnoven. Od této doby se mohou podávat žádosti o dotace. K prvním výplatám má poté dojít na podzim 2013. Vyčleněna je více než 1 miliarda korun a program bude trvat do roku 2021. Finance se čerpají ze zdrojů Státního fondu životního prostředí ČR. Finance se budou opět čerpat z emisních povolenek. Předpokládalo se, že na konci roku 2013 dojde ještě k navýšení rozpočtu. Výše dotace je nejméně 30 % a nejvíce 55 %.
V roce 2014 zaregistroval program Nová zelená úsporám celkem 6 110 žádostí o finanční podporu v celkové výši cca 1,4 miliardy korun. Žádosti bylo možné podávat od 1. dubna do 31. prosince 2014. Nevyčerpané prostředky měly být podle ministra životního prostředí Richarda Brabce převedeny do roku 2015.
Státní dotační program Nová zelená úsporám přispívá v letech 2015–2021 na zateplení, výměnu oken a kotlů, instalaci tepelných čerpadel nebo i fotovoltaických systémů na střechy rodinných domů. Hlavním cílem je snížit podíl ročních emisí CO2. 
Oblasti podpory pokrývají:
- Snižování energetické náročnosti stávajících rodinných domů
- Výstavba rodinných domů s velmi nízkou energetickou náročností
- Efektivní využití zdrojů energie

Od konce roku 2015 stát nabízí majitelům rodinných domků investiční dotaci na instalaci fotovoltaické elektrárny (solární elektrárny) na klíč. Předpokládané ukončení příjmu žádostí je nejpozději 31. prosince 2021 nebo vyčerpáním stanovené alokace. Maximální výše podpory na pořízení domácí fotovoltaiky na rodinný dům dosahuje 35 až 155 tisíc ve většině krajů. Žadatelé z Moravskoslezského, Karlovarského a Ústeckého kraje jsou zvýhodněni a ve vybraných podoblastech dotačního programu získají o 10 % finančních prostředků navíc.
Nová zelená úsporám koncem roku 2021 vstoupila do nového programového období, které přináší další možnosti pro žadatele. V současnosti mohou o dotaci žádat majitelé a stavitelé bytových domů z celé České republiky, ale také majitelé rekreačních objektů, kteří mají na daném místě zapsané trvalé bydliště. Kromě toho došlo k sloučení s programem Dešťovka, co umožňuje získat dotaci na využívání dešťové a odpadní vody. Finanční podporu je možné dostat i na výstavbu dobíjecí stanice pro elektromobil.

## Zkrotíme energie
V říjnu 2022 vznikl manuál pro pracovníky Úřadů práce a sociální pracovníky s názvem Zkrotíme energie v domácnosti. Příručka byla postupně doplněna o plakáty a informační materiály.
Stejnojmenná kampaň spuštěná v listopadu 2022 měla tyto hlavní cíle
- informovat občany o nejefektivnějším snižování spotřeby energie (web zkrotimeEnergie.cz),
- nabídnout státní finanční podporu (příspěvky na energie od státu)
- kontaktní energetické poradenství při úřadech práce (šetření i dotace).

Web Zkrotíme energie.cz, provozovaný MPSV ČR a Ministerstvem životního prostředí, se rovněž zaměřuje na šetření, příspěvky a energetickou soběstačnost.

## Nová zelená úsporám Light
Nová zelená úsporám Light je český dotační program zaměřený na podporu energetických úspor v domácnostech s nízkými příjmy. Program je součástí širší iniciativy Nová zelená úsporám, kterou spravuje Státní fond životního prostředí ČR (SFŽP). Tento program vznikl v reakci na rostoucí náklady na energie a zhoršující se finanční dostupnost pro nízkopříjmové skupiny obyvatelstva, mezi něž patří například senioři, příjemci příspěvku na bydlení nebo přídavku na děti.

Hlavním cílem programu je snížit spotřebu energie v rodinných domech prostřednictvím jednoduchých opatření, která zvyšují energetickou účinnost. Program kromě ekologických přínosů, jako je snižování emisí oxidu uhličitého (CO₂)  usiluje o zlepšení finanční situace domácností tím, že jim umožní snížit výdaje na vytápění. 
 

Program je financován z prostředků Modernizačního fondu Evropské unie, který je z velké části založen na výnosech z prodeje emisních povolenek v rámci systému obchodování s emisemi (EU ETS). Celkový rozpočet programu Nová zelená úsporám Light činí jednotky miliard korun. Významná část prostředků je určena na podporu nízkopříjmových domácností. 
 

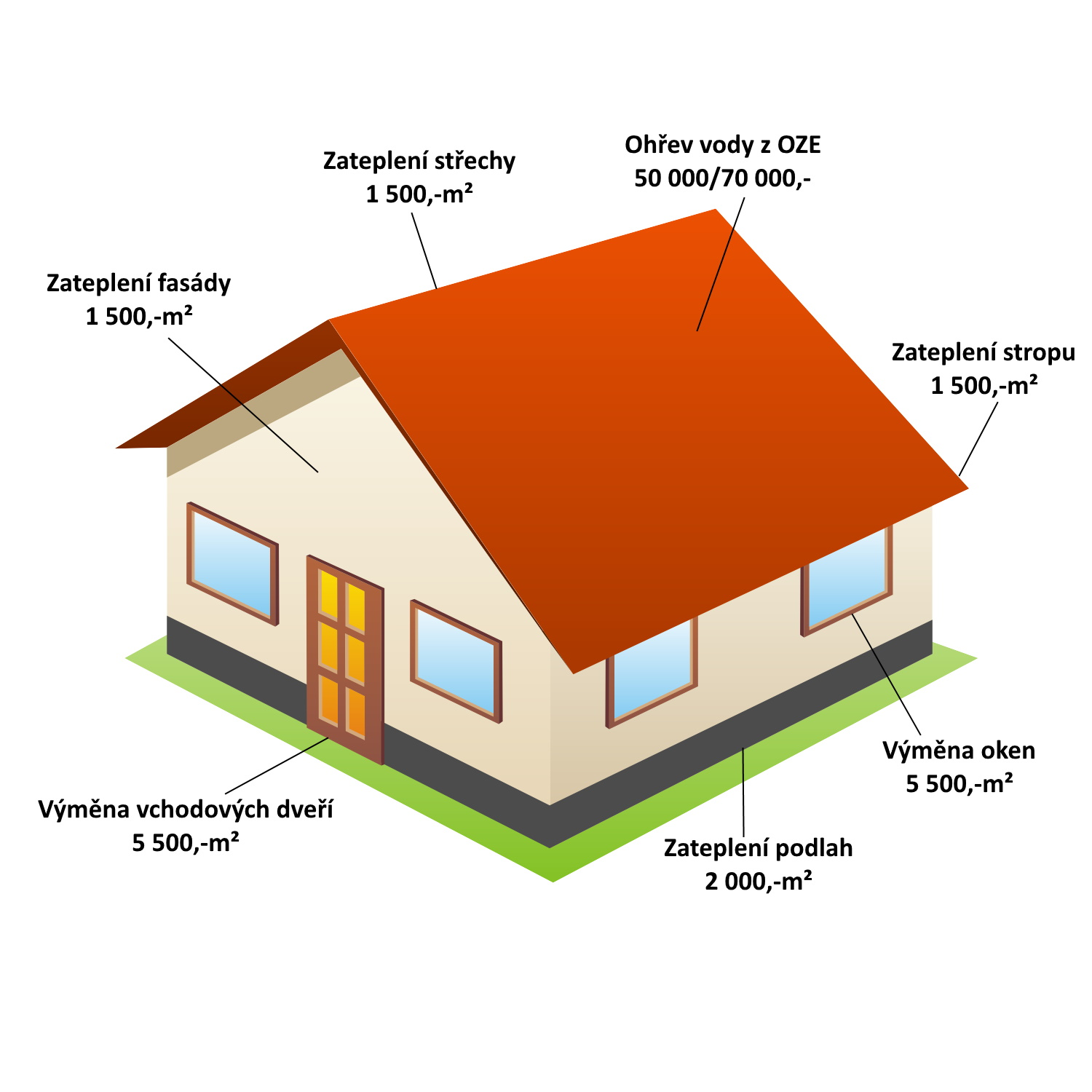
Výše dotace v rámci programu NZÚ Light

Program poskytuje finanční podporu na realizaci následujících opatření: 
- zateplení stropů, střech a podlah,
- výměnu oken a dveří za energeticky úspornější modely,
- instalaci obnovitelných zdrojů energie na ohřev vody (např. fotovoltaické nebo termické systémy),

Výše dotace je stanovena v rozmezí 30 000 až 250 000 Kč a může pokrýt až 100 % nákladů na podporovaná opatření.

## Sjednocení programu Nová zelená úsporám
Od 1. února 2025 vstoupí program Nová zelená úsporám do nové etapy, která přinese sjednocení podmínek, zjednodušení žádostí a rozšíření možností financování, včetně zálohových plateb a zvýhodněných úvěrů. Program nadále zvýhodňuje nízkopříjmové domácnosti a cílí na snížení energetické náročnosti budov a emisí skleníkových plynů.
Nová etapa programu nabídne dva hlavní podprogramy:
- Oprav dům po babičce – zaměřený na komplexní renovace rodinných domů, zahrnující důkladné zateplení a další opatření.
- Nová zelená úsporám Light – určený pro dílčí úpravy, jako je zateplení, výměna oken, instalace fotovoltaiky či výměna neekologických zdrojů tepla. Tento podprogram bude dostupný jak běžným, tak nízkopříjmovým domácnostem, přičemž zvýhodněné skupiny získají vyšší dotace až do výše 250 tisíc korun.

Program bude nadále financován z Modernizačního fondu EU prostřednictvím výnosů z emisních povolenek. Ve své dosavadní historii podpořil přes 600 tisíc domácností a přispěl k výrazným energetickým úsporám. Nově zaváděné změny reagují na zkušenosti z minulých let a zvyšují dostupnost podpory pro širší spektrum žadatelů.